# Сюй Шучжэн
Сюй Шучжэн (кит. упр. 徐樹錚, пиньинь Xú Shùzhēng; монг. Сүй Шүжан; 1880 — 29 декабря 1925) — китайский генерал милитаристской эры республиканского Китая. Ближайший сподвижник Дуань Цижуя, деятель аньхойской клики.

## Биография
Сюй родился в 1880 году в провинции Цзянсу империи Цин, в семье шэньши; очень рано сдал государственные экзамены. В 1905 году был принят в Японскую военную академию.
В 1918 году Сюй основал клуб Аньфу — политическое отделение аньхойской клики, взявшее 3/4 мест на выборах в парламент Китайской республики. Позднее, в том же 1918 году, Сюй казнил Лю Цяньчжана, представителя чжилийской клики за то, что Лю пытался убедить своего племянника Фэн Юйсяна выступить против аньхойской клики.
Сюй Шучжэн возглавил китайский десятитысячный корпус, в июле 1919 года оккупировавший столицу богдо-ханской Монголии Ургу, и ликвидировал автономию страны, заняв место отстранённого им от должности цзяньцзюня Чэнь И, высланного на суд в Пекин. Однако уже в начале 1920 года, когда власть Дуань Цижуя в Китае пала, Чэнь И вернулся в Ургу, а Сюя отозвали на войну с чжилийской кликой..
В Китае войска Сюя были разбиты в ходе войны аньхойской и чжилийской клик. В начале 1920-х годов Сюй посетил Италию в качестве члена республиканской дипмиссии и оставался в Европе вплоть до 1924 года, когда Дуань Цижуй вернулся к власти. 29 декабря 1925 года Сюй Шучжэн, видная фигура при Дуане, был убит Фэн Юйсяном.
Оба сына Сюя стали политиками в Китайской республике. Дочь Сюй Шучжэна, Сюй Иньли, вышла замуж за лингвиста Ли Фангуя.

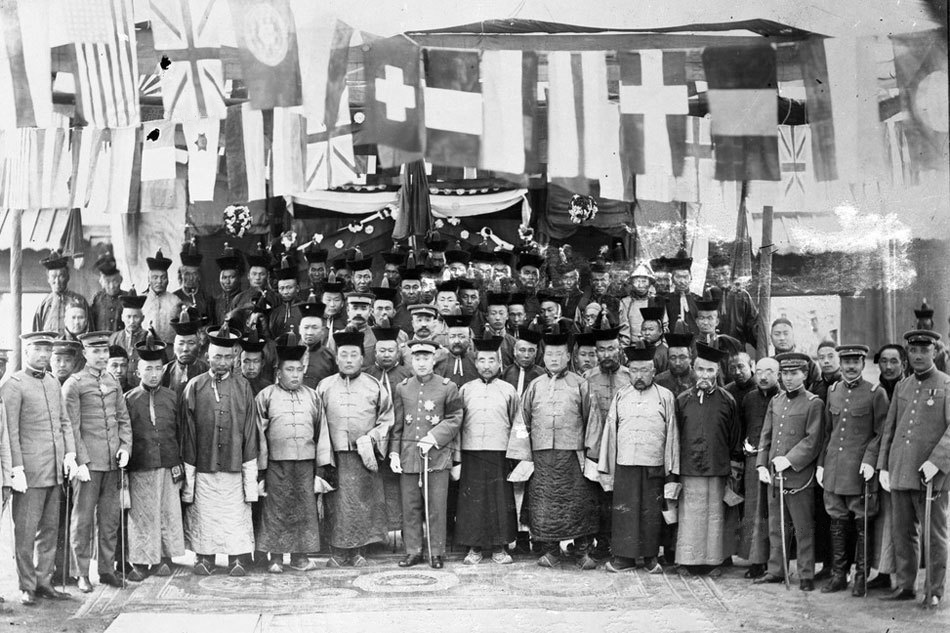
Сюй Шучжэн и монгольские нойоны, около 1919.

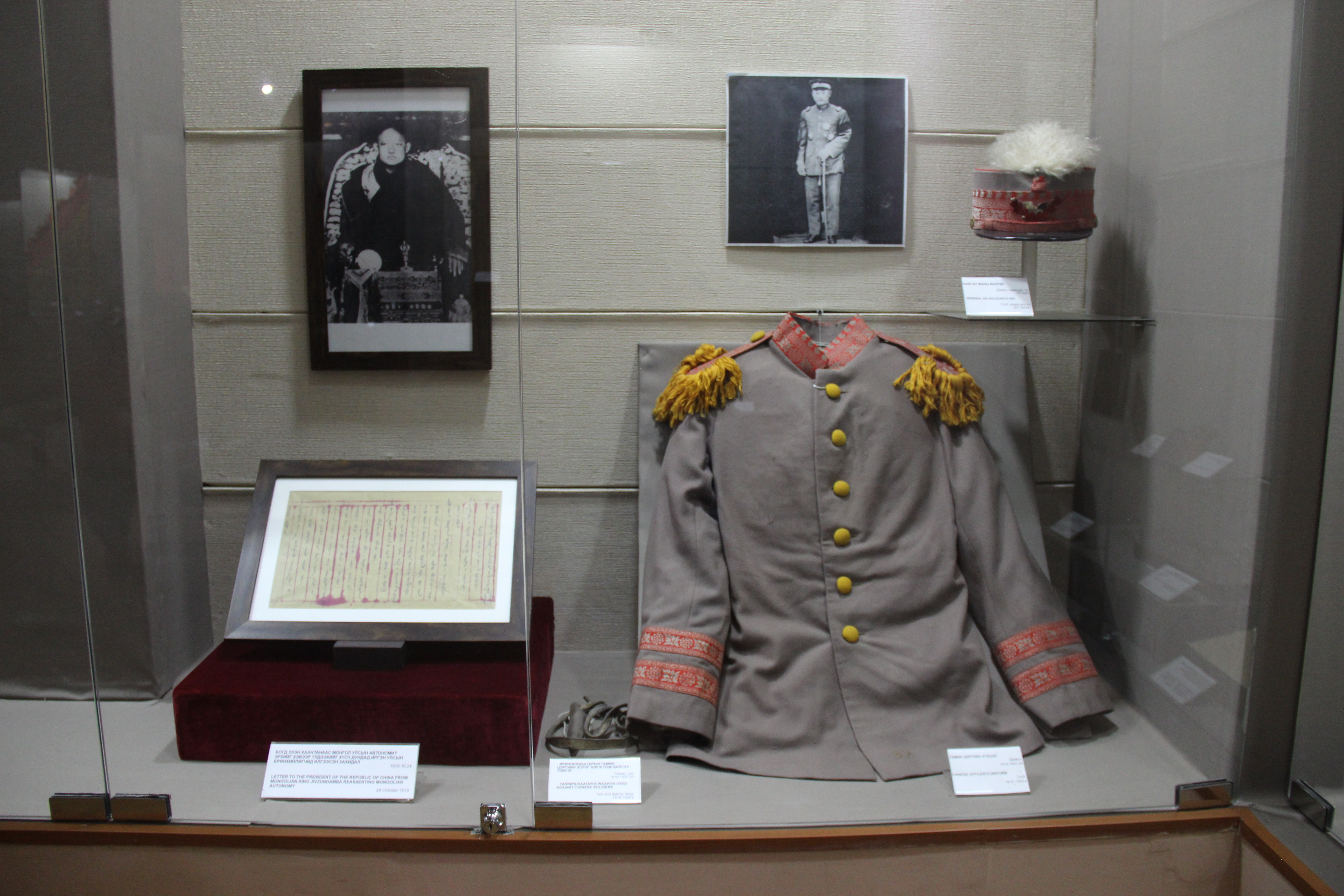
Военная форма, которую носил Сюй Шучжэн, Монгольский национальный исторический музей.